# 24 de junio
El 24 de junio es el 175.º (centésimo septuagésimo quinto) día del año en el calendario gregoriano y el 176.º en los años bisiestos. Quedan 190 días para finalizar el año.

## Acontecimientos
- 1312 a. C.: en Asia Menor, durante el reinado del rey hitita Mursili II se observa un «mal augurio del Sol» (un eclipse solar).[1]
- 972: en Polonia, las fuerzas polacas obtienen su primera victoria venciendo a las fuerzas lusacias, en la batalla de Cedynia.
- 1128: en Portugal, Alfonso Henriques derrota a su madre y a sus partidarios gallegos (de la Casa de Traba), en la Batalla de San Mamede, y se hace con el gobierno, con lo que se produce la independencia de facto de Portugal.
- 1280: en Granada (Reino nazarí de Granada), Sancho IV, al mando de las tropas de su padre, Alfonso X el Sabio, junto con las de Abu Yusuf y los Banu Ashqilula, consigue llegar ante los mismos muros de la ciudad, donde es derrotado.
- 1314: en el marco de la primera guerra de Independencia de Escocia, la batalla de Bannockburn concluye con una victoria decisiva de las fuerzas encabezada por el escocés Robert Bruce. Escocia recupera su independencia.
- 1340: en el marco de la guerra de los Cien Años, la flota inglesa (comandada por Eduardo III de Inglaterra) destruye casi por completo a la flota francesa en la batalla de Sluys.
- 1564: se funda Villahermosa, capital del estado de Tabasco (México).
- 1571: en las islas Filipinas, Miguel López de Legazpi funda Manila.
- 1622: en Macao, se produce intento de invasión neerlandesa. Tropas portuguesas y españolas desde la Fortaleza do Monte lo rechazan.
- 1717: se funda la Gran Logia Unida de Inglaterra, base de la francmasonería o masonería moderna.
- 1821: en Venezuela, tiene lugar la batalla de Carabobo, en la que Simón Bolívar vence al Ejército Realista en América (liderado por Miguel de la Torre). Se asegura, así, la independencia de Venezuela.
- 1854: Estados Unidos compra a México la región de La Mesilla.
- 1859: en la batalla de Solferino, Francia y el Reino de Cerdeña derrotan al Imperio austríaco. Este enfrentamiento inspiraría a Henri Dunant, allí presente en ese momento, a crear un organismo humanitario que a nivel mundial atendiera las víctimas y prisioneros de guerra, lo que se convirtió en la Cruz Roja.
- 1909: en Valparaíso (Chile), se funda el club Everton de Viña del Mar.
- 1910: en Italia, se funda la compañía ALFA (Anónima Lombarda Fábbrica Automóbili), rebautizada posteriormente como Alfa Romeo.
- 1916: el piloto platense Eduardo Bradley es la primera persona en cruzar la Cordillera de los Andes por aire, a bordo del globo Jorge Newbery.[2]
- 1931: se crea la Liga Santafesina de Fútbol.
- 1935: en un accidente, en el aeropuerto Las Playas, de Medellín (Colombia), chocan dos aviones en la pista, y fallece el cantante de tangos Carlos Gardel.
- 1948: comienza el Bloqueo de Berlín.
- 1949: en Pachuca de Soto (México) sucede la Inundación del 49, la peor tragedia en la historia de esa localidad en el siglo XX.
- 1950: Miguel Itzigsohn descubre un asteroide, al que da el nombre de (1821) Aconcagua.
- 1952: Se crea el Destacamento Aeronáutico Militar Río Gallegos de la Fuerza Aérea Argentina, con asiento en el aeródromo militar homónimo (Decreto Nº1010 - BAC Nº66). En 1965, se transforma en Base Aérea Militar (Resolución Nº474/65). En 1984, es elevada a X Brigada Aérea (Decreto Nº821-BAR Nº2112); en 1997, nuevamente cambia su nivel orgánico a Base Aérea Militar (Decreto Nº1346/97 - BAR Nº2250).
- 1960: en Venezuela fracasa el intento de asesinato de Rómulo Betancourt cometido por grupos financiados por Rafael Leónidas Trujillo
- 1963: en España, el dictador Francisco Franco inaugura el Castillo de Montjuic como museo militar.
- 1969: en Perú, el gobierno de Juan Velasco Alvarado promulgó el Decreto Ley N.º 17716, con el cual se inició el proceso de Reforma Agraria.
- 1969: en Uruguay, el presidente Jorge Pacheco Areco viola la Constitución, al reimplantar las Medidas Prontas de Seguridad que habían sido dejadas sin efecto días atrás por la Asamblea General del Poder Legislativo.
- 1983: Sally Ride, primera mujer estadounidense en el espacio, regresa a la Tierra.
- 1986: en Argentina, el Club Atlético Huracán desciende por primera vez a la Primera B.
- 1990: Se disputa en el Estadio de los Alpes el partido de octavos de final por el Mundial 1990, entre la Selección de fútbol de Argentina y la Selección de fútbol de Brasil en el que el triunfa Argentina por 1 a 0, con gol de Claudio Caniggia, tras asistencia de Diego Maradona.
- 1994: Austria, Suecia y Finlandia firman el Tratado de adhesión a la Unión Europea.
- 1998: en Madrid (España), se inaugura el primer tramo de la línea 8 del Metro de Madrid.
- 1999: Namibia se anexiona la Franja de Caprivi,[cita requerida]
- 2007: Se suicida Chris Benoit, luchador profesional canadiense, luego de asesinar a su esposa e hijo.
- 2010: en Reino Unido termina el Partido Mahut-Isner de Wimbledon 2010, el ganador fue John Isner (70-68).
- 2011: Se estrena la película Cars 2
- 2012: fallece el Solitario George. Con él se extingue su especie Chelonoidis abingdonii
- 2016: David Cameron dimite como primer ministro británico, consecuencia directa del resultado del referéndum sobre la salida de la Unión Europea.
- 2022: La Corte Suprema de los Estados Unidos emite su fallo del Caso Dobbs contra Jackson Women's Health Organization, el cual anula la sentencia del caso Roe contra Wade después de estar vigente desde 1973. Tras la anulación, el tema del aborto quedaría regulado bajo decisión de cada estado, incluso dándole la potestad de ser prohibido en dichos estados.
- 2023: El Presidente de Bielorrusia, Aleksandr Lukashenko, y el líder del Grupo Wagner, Yevgueni Prigozhin, llegan a un acuerdo con el que se pone fin a la Rebelión del Grupo Wagner en territorio ruso.[3]
- 2025: La guerra de los doce días entre la República Islámica de Irán e Israel llega a su fin tras la mediación del 47° presidente de los Estados Unidos de América, Donald Trump.
- 2025: En el Mundial de Clubes de fútbol, el Auckland City rescató un empate por 1 - 1 frente a Boca Juniors, a pesar de ser un equipo conformado por jugadores y dirigido por un comando técnico que no se dedicaba profesionalmente al fútbol, y de haber recibido previamente 10 goles por parte del Bayern Múnich, y otros 6 tantos propinados por el Benfica. Christian Gray, el autor del gol del empate en el minuto 52 y declarado como el mejor jugador del partido, trabajaba de profesor de educación física en un colegio de Nueva Zelanda; del mismo modo, todos sus compañeros tenían como principal fuente de ingresos una profesión, arte, ciencia u oficio distinto al fútbol. El equipo oceánico celebró el empate conseguido y repartió el premio correspondiente de $1,000,000.00 entre todos los miembros del club.

## Nacimientos
- 1081: Urraca I de León, reina de León (f. 1126)
- 1201: Fernando III de Castilla, rey de Castilla y León, santo y conquistador (f. 1252)
- 1224 Martin Juarez VI, Hijo del rey Alfonso IX de León y Teresa de Portugal
- 1314: Felipa de Henao, aristócrata francesa, esposa del rey de Inglaterra (f. 1369).
- 1343: Juana de Valois, aristócrata francesa, esposa del rey de Navarra (f. 1373).
- 1360: Nuno Álvares Pereira, general portugués (f. 1431).
- 1386: Juan Capistrano, fraile y santo italiano (f. 1456).
- 1412: Juan IV de Montferrato, aristócrata italiano (f. 1464).
- 1485: Johannes Bugenhagen, teólogo alemán (f. 1558).
- 1519: Teodoro de Beza, humanista y escritor francés (f. 1605).
- 1532: Guillermo IV de Hesse-Kassel, aristócrata alemán (f. 1592).
- 1532: Robert Dudley, I conde de Leicester, aristócrata inglés (f. 1588).
- 1535: Juana de Austria, infanta de España y archiduquesa de Austria (f. 1573).
- 1542: Juan de la Cruz, religioso, poeta y santo español (f. 1591).
- 1600: Juan de Palafox y Mendoza, obispo católico español (f. 1659).

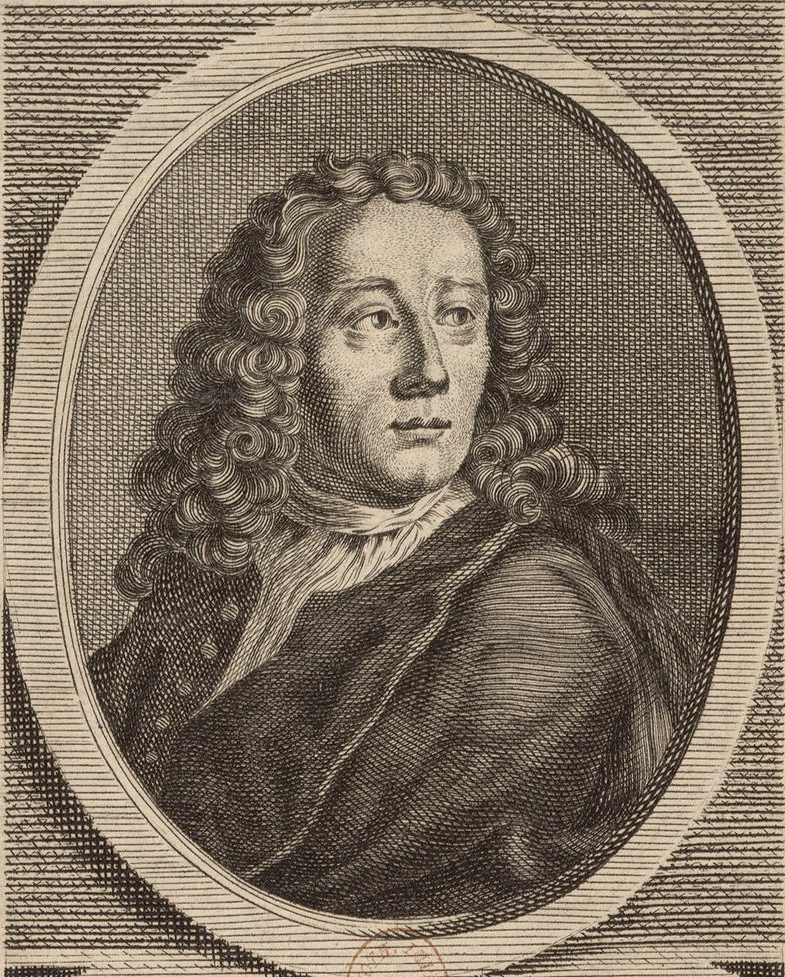
Jean-Baptiste de Boyer, Marquis d'Argens.

- 1704: Jean-Baptiste de Boyer, aristócrata y escritor francés (f. 1771).
- 1740: Juan Ignacio Molina, sacerdote y naturalista chileno (f. 1829).
- 1774: Antonio González Balcarce, militar y líder independentista argentino (f. 1819).
- 1777: John Ross, almirante y explorador británico (f. 1856).
- 1783: Johann Heinrich von Thünen, economista alemán (f. 1850).
- 1784: Juan Antonio Lavalleja, militar y político uruguayo (f. 1853).
- 1789: Juan Bautista Cabral, soldado argentino (f. 1813).
- 1795: Ernst Heinrich Weber, psicólogo y anatomista alemán (f. 1878).
- 1803: Juan Bravo Murillo, político y presidente español entre 1851 y 1852 (f. 1873).
- 1805: Juan José Nieto Gil, fue Político, escritor, militar y estadista colombiano (f. 1866).
- 1817: Adolfo de Luxemburgo, aristócrata luxemburgués (f. 1905).
- 1818: Carlos Alejandro de Sajonia-Weimar-Eisenach, aristócrata alemán (f. 1901).
- 1820: Juan José Baz, abogado y político mexicano (f. 1887).
- 1825: Alejandra Nikoláyevna Románova, aristócrata rusa (f. 1844).
- 1838: Jan Matejko, pintor polaco (f. 1893).
- 1838: Pedro Ruiz Gallo, militar peruano (f. 1880).
- 1842: Ambrose Bierce, escritor satírico estadounidense (f. 1914).
- 1850: Horatio Kitchener, militar y político británico de origen irlandés (f. 1916).
- 1852: Friedrich Loeffler, bacteriólogo alemán (f. 1915).
- 1860: María de las Mercedes de Orleans, reina consorte española (f. 1878).
- 1864: Leopoldo de Alpandeire, fraile capuchino y beato español (f. 1956).
- 1867: J. Gordon Edwards, cineasta estadounidense (f. 1925).
- 1869: Jorge de Grecia, aristócrata griego (f. 1957).
- 1872: Juan M. Banderas, militar y político mexicano (f. 1918).
- 1878: Miguel Otamendi ingeniero español (f. 1958).
- 1879: Juan Demóstenes Arosemena, político y escritor panameño (f. 1939).
- 1882: Juan Sarabia, periodista y político mexicano (f. 1920).
- 1883: Victor Franz Hess, físico austriaco, Premio Nobel de física en 1936 (f. 1964).
- 1883: Jean Metzinger, pintor francés (f. 1956).
- 1888: Gerrit Rietveld, arquitecto y diseñador neerlandés (f. 1964).
- 1888: José de Jesús del Valle y Navarro, obispo mexicano (f. 1966).
- 1893: Roy O. Disney, empresario estadounidense (f. 1971).
- 1895: Jack Dempsey, boxeador estadounidense (f. 1983).
- 1897: Hermann Busch, violonchelista alemán (f. 1975).
- 1901: Marcel Mule, saxofonista clásico, solista y pedagogo francés (f. 2001).
- 1901: Harry Partch, compositor estadounidense (f. 1974).
- 1901: Ricardo Saprissa, futbolista y empresario salvadoreño-costarricense (f. 1990).
- 1904: Ángel Garma, psiquiatra hispano-argentino (f. 1993).
- 1908: Hugo Distler, compositor alemán (f. 1942).
- 1908: Marina Ladínina, actriz soviética (f. 2003).
- 1910: Guillermo Sautier Casaseca, escritor español (f. 1980).
- 1911: Juan Manuel Fangio, piloto argentino de Fórmula 1 (f. 1995).
- 1911: Ernesto Sabato, novelista y ensayista argentino (f. 2011).
- 1912: Juan Reynoso Portillo, violinista mexicano (f. 2007).
- 1913: Juan Criado, futbolista, cantautor y compositor peruano (f. 1978).
- 1913: Gustaaf Deloor, ciclista belga (f. 2002).
- 1913: Jan Kubish, soldado checo (f. 1942).
- 1914: Humberto Briseño Sierra, jurista, catedrático y académico mexicano (f. 2003).
- 1914: Juan Grela, pintor y grabador argentino (f. 1992).
- 1914: Luis Sánchez Agesta, jurista, catedrático y académico español (f. 1997).
- 1915: sir Fred Hoyle, astrofísico y escritor británico (f. 2001).
- 1918: Olimpo López, fue un pastelero colombiano, fue el creador de chocoramo (f. 2015).
- 1923: Yves Bonnefoy, poeta, traductor y crítico de arte francés (f. 2016).
- 1927: Martin Lewis Perl, físico estadounidense, premio nobel de física en 1995 (f. 2014).
- 1927: Osvaldo Zubeldía, futbolista argentino (f. 1982).
- 1928: Argentino Ledesma, cantante argentino (f. 2004).
- 1928: Esmeralda Ruspoli, actriz italiana (f. 1988).
- 1930: Claude Chabrol, cineasta francés (f. 2010).
- 1932: Antoñete (Antonio Chenel), torero español (f. 2011).
- 1932: Queta Claver, actriz española (f. 2003).
- 1933: Sam Jones, baloncestista estadounidense (f. 2021).
- 1934: Maria Carta, cantante italiana (f. 1994).
- 1935: Juan Carlos Rousselot, periodista y político argentino (f. 2010).
- 1935: Jorge Teillier, poeta chileno (f. 1996).
- 1935: Terry Riley, compositor musical estadounidense.
- 1936: Robert Downey Sr., actor y director de cine estadounidense (f. 2021).
- 1938: Lawrence Block, escritor estadounidense.
- 1938: Edoardo Vianello, cantante, compositor y actor italiano.
- 1940: Vittorio Storaro, director de fotografía italiano.
- 1941: Julia Kristeva, filósofa, psicoanalista y escritora francesa.
- 1942: Eduardo Frei Ruiz-Tagle, político chileno, presidente de Chile entre 1994 y 2000.
- 1942: Colin Groves, primatólogo australiano (f. 2017).
- 1944: Petra Martínez, actriz española.
- 1944: Jeff Beck, músico británico, de la banda The Yardbirds (f. 2023).
- 1944: Arturo Goetz, actor argentino (f. 2014).
- 1944: Juan José Imbroda, político español del Partido Popular, actual Presidente de Melilla desde julio de 2023.
- 1945: George Pataki, político estadounidense.
- 1946: Ellison Onizuka, astronauta estadounidense (f. 1986).
- 1947: Helena Vondráčková, cantante de pop checa.
- 1947: Peter Weller, actor estadounidense.
- 1947: Mick Fleetwood, músico británico, baterista y cofundador de la banda Fleetwood Mac.
- 1948: Armando Calderón Sol, político salvadoreño, presidente de El Salvador entre 1994 y 1999 (f. 2017).
- 1948: Steve Patterson, baloncestista estadounidense (f. 2004).
- 1949: John Illsley, bajista británico.
- 1953: Laura Cepeda, actriz española.
- 1953: William Moerner, químico estadounidense.
- 1955: Betsy Randle, actriz estadounidense.
- 1957: Luis Salinas, guitarrista argentino
- 1961: Curt Smith, músico británico.
- 1961: Iain Glen, actor escocés.
- 1962: Lancaster Gordon, baloncestista estadounidense.

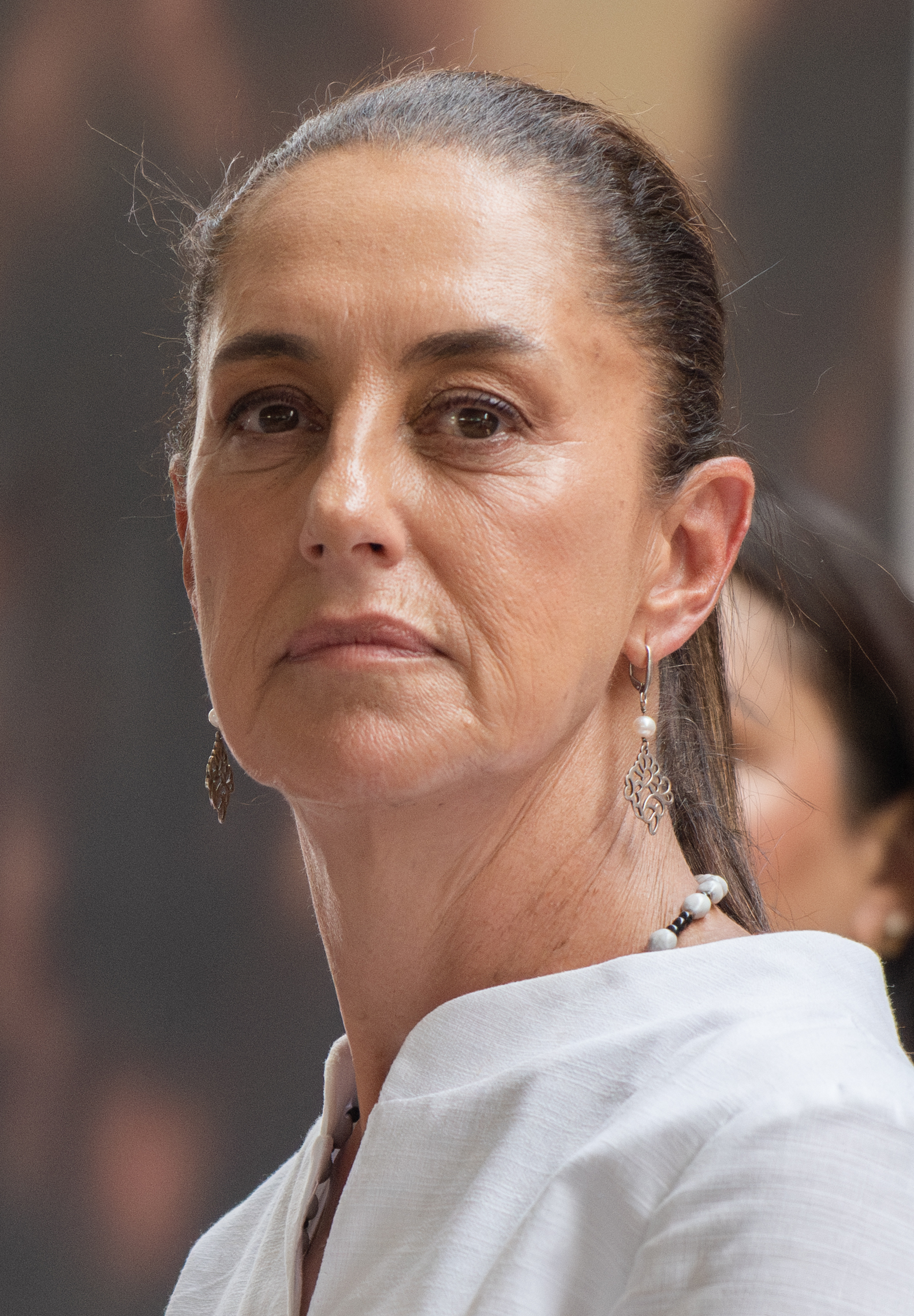
Claudia Sheinbaum.

- 1962: Claudia Sheinbaum, política y científica mexicana, Jefa de Gobierno de Ciudad de México entre 2018 y 2023 y Presidenta de México desde 2024.
- 1964: Félix de Bedout, periodista colombiano.
- 1964: Hamish Harding, piloto, explorador y turista espacial británico (f. 2023).
- 1964: Jean-Luc Delarue, presentador de televisión francés (f. 2012).
- 1965: Danielle Spencer, actriz estadounidense (f. 2025).
- 1966: Adrienne Shelly, actriz, escritora y directora estadounidense (f. 1986).
- 1967: Richard Z. Kruspe, guitarrista alemán, de la banda Rammstein.
- 1968: Jaime Enrique Aymara, cantante ecuatoriano.
- 1968: Anna Ciocchetti, actriz mexicana.
- 1969: Nicodemo Gentile, abogado, escritor y personalidad televisiva italiana.
- 1971: Tony Hernández, cantautor y guitarrista mexicano.
- 1972: Robbie McEwen, ciclista australiano.
- 1972: Eduardo Sáenz de Cabezón, matemático y especialista en monólogos científicos.
- 1974: Hiromasa Tokioka, futbolista japonés.
- 1976: Ricardo Alexandre dos Santos, futbolista brasileño.
- 1976: Dmitri Sénnikov, futbolista ruso.
- 1977: José Antonio Crespo, jugador de bádminton español.
- 1977: Kenji Miyazaki, futbolista japonés.
- 1978: Luis García, futbolista español.
- 1978: Shunsuke Nakamura, futbolista japonés.
- 1978: Juan Román Riquelme, futbolista argentino.
- 1978: Emppu Vuorinen, guitarrista finés.
- 1979: Mindy Kaling, actriz y comediante estadounidense.
- 1979: Joaquín de Orbegoso, actor peruano.
- 1979: Petra Němcová, modelo checa.
- 1980: Cicinho, futbolista brasileño.
- 1980: Nacho Pérez, futbolista español.
- 1980: Minka Kelly, actriz estadounidense.
- 1981: Johnny 3 Tears, cantante de Rap Rock.
- 1981: Norberto Mulenessa Maurito, futbolista angoleño.
- 1981: Vanessa Ray, actriz estadounidense.
- 1982: Kevin Nolan, futbolista británico.
- 1982: Serginho Greene, futbolista neerlandés.
- 1983: Sofía Mulánovich Aljovín, surfista peruana.
- 1983: Ariel Kenig, escritor y dramaturgo francés.
- 1983: Tetsuya Abe, futbolista japonés.
- 1983: Ivan Stevanović, futbolista serbio.
- 1984: Osvaldo Noé Miranda, futbolista argentino.
- 1984: J.J. Redick, baloncestista estadounidense.
- 1984: Andrea Raggi, futbolista italiano.
- 1984: Javier Ambrossi, director, guionista, actor y presentador español.
- 1985: Diego Alves Carreira, futbolista brasileño.
- 1985: Justin Hires, actor estadounidense.
- 1986: Solange Knowles, actriz, modelo y cantante estadounidense.
- 1986: Jean, futbolista brasileño.
- 1986: Amber Rose Revah, actriz británica.

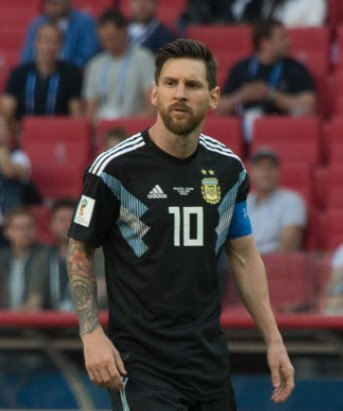
Lionel Messi.

- 1987: Lionel Messi, futbolista argentino.
- 1987: Marc Lütolf, futbolista suizo.
- 1987: LiSA, cantante japonesa.
- 1987: Sandra Alcázar, modelo boliviana.
- 1987: Juan Francisco, beisbolista dominicano
- 1988: Micah Richards, futbolista británico.
- 1988: Facundo Ardusso, piloto argentino.
- 1988: Dominique Tipper, actriz, bailarina y cantautora británica.
- 1988: Denise Gutiérrez, cantante mexicana-estadounidense.
- 1988: Candice Patton, actriz estadounidense.
- 1989: Osamu Miura, futbolista japonés.
- 1989: Giorgio Cecchinel, ciclista italiano.
- 1989: Viacheslav Kuznetsov, ciclista ruso.
- 1990: Sibongile Mlambo, actriz zimbabuense.
- 1991: Jesús Alfaro Ligero, futbolista español.
- 1991: Mutaz Essa Barshim, atleta catarí.
- 1991: Moez Ben Cherifia, futbolista tunecino.
- 1991: Lee Jeong-hyeop, futbolista surcoreano.
- 1992: Raven Goodwin, actriz estadounidense.
- 1992: David Alaba, futbolista austriaco.
- 1992: Rubén Bover, futbolista español.
- 1992: Joseba Zaldua, futbolista español.
- 1992: Cruz Cafuné, cantante y rapero español.
- 1993: Piero Barone, cantante italiano.
- 1993: Ryo Ishii, futbolista japonés.
- 1993: Jakub Pešek, futbolista checo.
- 1994: Erin Moriarty, actriz estadounidense.
- 1994: Karis Alika Islamadina, cantante australiana.
- 1994: August Pedersen, balonmanista noruego.
- 1994: Enrique López Fernández, futbolista español.
- 1995: Joan Campins, futbolista español.
- 1995: Rubén López Huesca, futbolista español.
- 1995: Hervin Ongenda, futbolista francés.
- 1996: Ramón Sáez Navarro, futbolista chileno.
- 1996: Edoardo Affini, ciclista italiano.
- 1996: Mathías Suárez, futbolista uruguayo.
- 1996: Damián Batallini, futbolista argentino.
- 1996: Hugo Briatta, ciclista francés.
- 1996: Mary Muriu, taekwondista keniana.
- 1996: Masaki Sakamoto, futbolista japonés.
- 1996: Shuhei Tada, atleta japonés.
- 1996: Alen Ožbolt, futbolista esloveno.
- 1996: Luke Kennard, baloncestista estadounidense.
- 1996: Marc-Andrea Huesler, tenista suizo.
- 1996: Henry Güity, futbolista hondureño.
- 1996: Yutaro Hakamata, futbolista japonés.
- 1996: Trey Porter, baloncestista estadounidense.
- 1996: Marcus Coco, futbolista francés.
- 1996: Harris Dickinson, actor británico.
- 1996: Duki, rapero argentino.
- 1996: Germanpreet Singh, futbolista indio.
- 1996: Bradley Chubb, jugador de fútbol americano estadounidense.
- 1996: Tristan Beck, beisbolista estadounidense.
- 1997: Jasurbek Yakhshiboev, futbolista uzbeko.
- 1997: Daniel Stix Soto, baloncestista español.
- 1997: Tom Wilson, baloncestista australiano.
- 1997: Ivenzo Comvalius, futbolista surinamés.
- 1997: Kenneth Paal, futbolista surinamés.
- 1997: DeJuan Jones, futbolista estadounidense.
- 1997: Gustavo Hamer, futbolista brasileño-neerlandés.
- 1997: José Luis Sierra Cabrera, futbolista chileno.
- 1997: Exneider Guerrero, futbolista colombiano.
- 1997: Stathis Chatzilampros, futbolista griego (f. 2024).
- 1997: Chang Yuan, boxeadora china.
- 1997: Cade Marlowe, beisbolista estadounidense.
- 1997: Serghei Tarnovschi, piragüista moldavo.
- 1997: Claudia Herrera, futbolista chilena.
- 1997: Daniela Rotolo, taekwondista italiana.
- 1998: Cédric Zesiger, futbolista suizo.
- 1998: Coy Stewart, actor estadounidense.
- 1998: Kye Rowles, futbolista australiano.
- 1998: Federico Gatti, futbolista italiano.
- 1998: Elijah Johnson, cantante estadounidense.
- 1998: Pierre-Luc Dubois, jugador de hockey sobre hielo canadiense.
- 1999: Babi, cantante española.
- 1999: Bastien Toma, futbolista suizo.
- 1999: Chiara Consonni, ciclista italiana.
- 1999: Paulo Vitor Fernandes Pereira, futbolista brasileño.
- 1999: Gianluca Frabotta, futbolista italiano.
- 1999: Darwin Núñez, futbolista uruguayo.
- 1999: Katrine Koch Jacobsen, atleta danesa.
- 1999: Ümitcan Güreş, nadador turco.
- 1999: Bojan Miovski, futbolista macedonio.
- 1999: Mads Roerslev, futbolista danés.
- 2000: Arnau Parrado, baloncestista español.
- 2000: Nehuén Pérez, futbolista argentino.
- 2000: Anastasiya Kirpichnikova, nadadora rusa.
- 2000: Anaël-Thomas Gogois, atleta francés.
- 2000: Amanda Ngandu-Ntumba, atleta francesa.
- 2000: David Heidenreich, futbolista checo.
- 2000: Baïla Diallo, futbolista franco-senegalés.
- 2001: Hussain Al-Sibyani, futbolista saudí.
- 2001: Antonio Tiberi, ciclista italiano.
- 2001: Francisco Muñoz, ciclista español.
- 2002: Hristiyan Petrov, futbolista búlgaro.
- 2002: Moi Parra, futbolista español.
- 2003: Casper Terho, futbolista finlandés.
- 2003: Wang Shiqin, futbolista chino.
- 2004: Reed Sheppard, baloncestista estadounidense.
- 2004: Oaklee Pendergast, actor británico.
- 2005: Filipe Bordon, futbolista brasileño.

## Fallecimientos
- 1253: Amadeo IV de Saboya, aristócrata francés (n. 1197).
- 1322: Mateo I Visconti, aristócrata y gobernante milanés (n. 1250).
- 1398: Zhū Yuánzhāng, emperador chino (n. 1398).
- 1519: Lucrecia Borgia, aristócrata italiana (n. 1480).
- 1558: Feliciano de Silva, escritor español (n. 1492).
- 1777: Louis Félix Delarue, pintor francés (n. 1730).
- 1835: Tomás de Zumalacárregui, general español (n. 1788).
- 1860: Jerónimo Bonaparte, político francés (n. 1784).
- 1875: Henri Labrouste, arquitecto francés (n. 1801).
- 1882: Joachim Raff, compositor germano-suizo (n. 1822).
- 1908: Grover Cleveland, político y presidente estadounidense (n. 1837).
- 1909: Sarah Orne Jewett, escritora estadounidense (n. 1849).
- 1922:
  - Aleksandr Antónov, guerrillero ruso (n. 1889).
  - Walther Rathenau político, escritor y empresario alemán (n. 1867).
- 1927: Julio Cervera, militar e ingeniero español (n. 1854).
- 1935: Guillermo Barbieri, músico y compositor argentino (n. 1894).
- 1935: Alfredo Le Pera, compositor argentino-brasileño, letrista de los tangos más conocidos de Gardel (n. 1900).
- 1935: Carlos Gardel, cantante de tangos argentino (n. 1887 o 1890).
- 1939: Maria Gordon, geóloga y paleontóloga escocesa (n. 1864).
- 1945: Moisés Simons, director de orquesta, compositor y pianista cubano (n. 1889).
- 1945: José Gutiérrez Solana, pintor español (n. 1886).
- 1957: František Kupka, pintor checoslovaco (n. 1871).
- 1959: Alfredo Mario Ferreiro, escritor uruguayo (n. 1899).
- 1960: Rafael Zabaleta, pintor español (n. 1907).
- 1964: Stuart Davis, pintor estadounidense (n. 1892).
- 1967: Fernando Gualtieri, editor y poeta anarquista argentino (n. 1896).
- 1974: José Gurvich, pintor uruguayo (n. 1927).
- 1974: María Lejárraga, escritora y activista española (n. 1874).
- 1976: Minor White, fotógrafo estadounidense (n. 1908).
- 1976: Juliette Elmir, enfermera y activista política libanesa (n. 1909).
- 1982: Tito Lusiardo, actor argentino (n. 1896).
- 1982: Miguel Ángel Menéndez Reyes, escritor mexicano (n. 1904).
- 1987: Jackie Gleason, actor estadounidense (n. 1916).
- 1988: Juan Manuel Díaz Caneja, pintor español (n. 1905).
- 1991: Rufino Tamayo, pintor mexicano (n. 1899).
- 1993: Adolfo García Grau, actor argentino (n. 1928).
- 1994: Chacalón, músico, cantautor, autor, compositor y cantante peruano (n. 1950).
- 1997: Brian Keith, actor teatral, cinematográfico y televisivo estadounidense (n. 1921).
- 1999: Adelita del Campo, anarcocomunista española (n. 1916).
- 2000: Rodrigo Bueno, cantante cuartetero argentino (n. 1973).
- 2000: Fernando Olmedo, actor argentino (n. 1959).
- 2002: Pierre Werner, político luxemburgués (n. 1913).
- 2006: Joaquim Jordà, actor y director español (n. 1935).
- 2007: Chris Benoit, luchador profesional canadiense (n. 1967).
- 2009: Alicia Delgado, cantante folclórica peruana, (n. 1959).
- 2009: Roméo LeBlanc, periodista y político canadiense (n. 1927).
- 2010: Pete Quaife, bajista británico (n. 1943).
- 2010: Benito de Jesús Negrón, cantante y compositor puertorriqueño (n. 1912).
- 2012: Miki Roque, futbolista español (n. 1988).
- 2012: Solitario George, último espécimen de la especie Chelonoidis abingdonii (n. 1903).
- 2012: Ethel Rojo, vedette y actriz argentina (n. 1937).
- 2013: Javier de Belaúnde Ruiz de Somocurcio, político, abogado e historiador peruano (n. 1909).
- 2013: Julio César Balerio, futbolista uruguayo (n. 1958).
- 2013: Ronald Melzer, crítico y productor de cine uruguayo (n. 1956).
- 2014: Eli Wallach, actor estadounidense (n. 1915).
- 2014: Ramón J. Velásquez, político, jurista e historiador venezolano, presidente de Venezuela entre 1993 y 1994 (n. 1916).
- 2019: Yekaterina Mijailova-Demina, médica militar soviética, Heroína de la Unión Soviética (n. 1925)
- 2019: José Modesto Huerta Torres, militar peruano (n. 1948).
- 2021: Benigno Aquino III, economista y político filipino, presidente de Filipinas entre 2010 y 2016 (n. 1960).

## Celebraciones

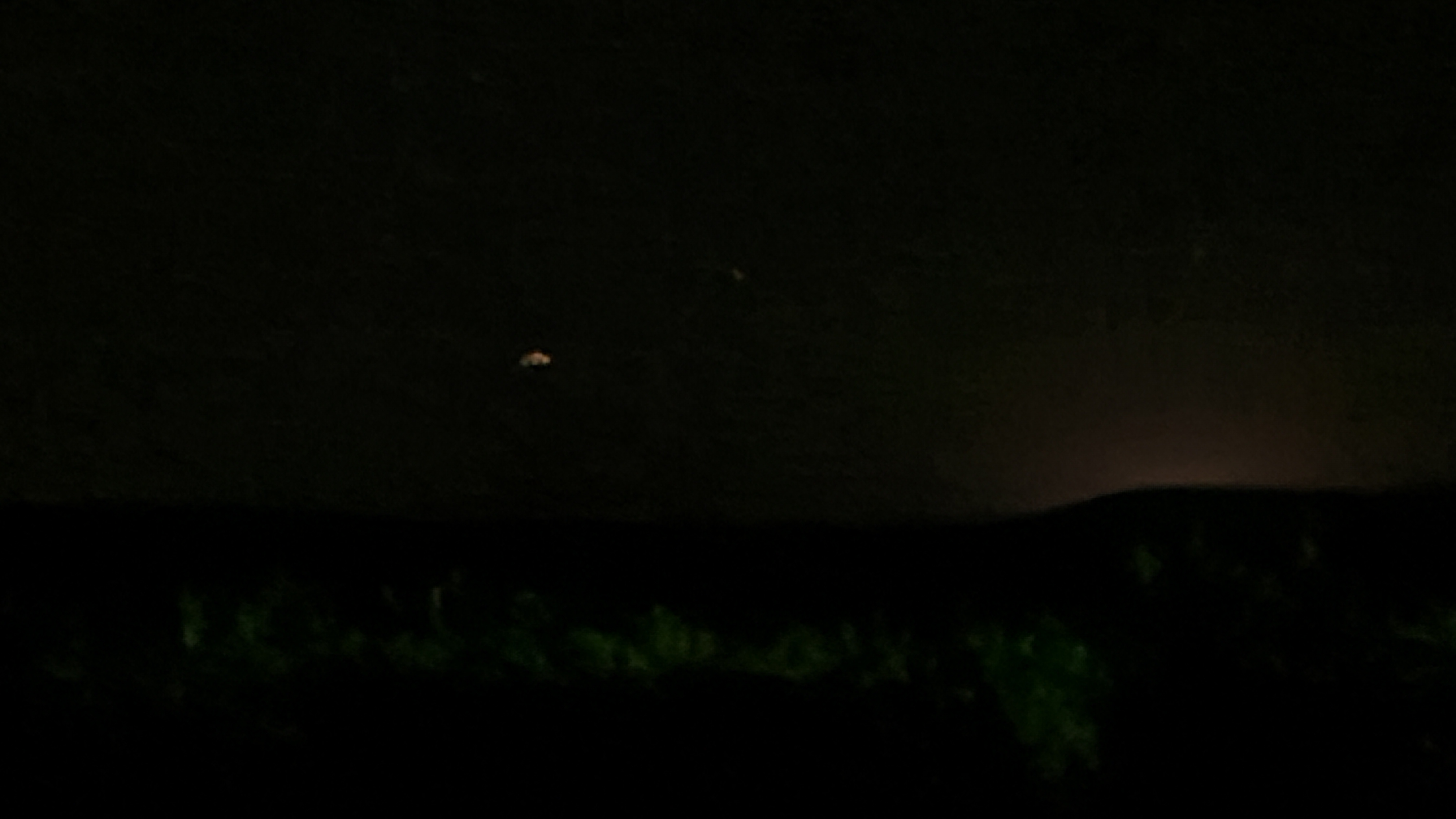
Avistamiento de ovni en el Valle del Cuña Pirú (Ruiz de Montoya, Provincia de Misiones, Argentina).

- Día Mundial Contra la Contaminación Electromagnética.
Se celebra cada 24 de junio. Esta fecha busca generar conciencia sobre los posibles riesgos y efectos adversos para la salud humana y el medio ambiente derivados de la exposición excesiva a campos electromagnéticos.

- Día Internacional del Maquillador.[4]
Se creó en homenaje al destacado artista del make-up estadounidense Bud Westmore, quien falleció el 24 de junio de 1973. Tuvo una destacada trayectoria como maquillador artístico profesional, realizando más de 450 películas en Hollywood.

- Día de las Hadas.
Es una fecha dedicada a honrar a estas criaturas míticas, a menudo asociadas con la naturaleza y la magia.
(en inglés: Fairy Day).

- Día Mundial del OVNI.[5]
Es una celebración que busca generar conciencia sobre la existencia de objetos voladores no identificados (OVNIs) y promover la apertura de información relacionada con fenómenos aéreos inexplicables. También es una oportunidad para que entusiastas del espacio, la ciencia ficción y la vida extraterrestre compartan sus ideas y teorías.
(en inglés: World Listening Day).
Existen dos fechas principales en las que se conmemora el Día Mundial del OVNI:
  - 24 de junio: Esta fecha conmemora el avistamiento de Kenneth Arnold en 1947, considerado el primer avistamiento moderno de un OVNI en los Estados Unidos.
  - 2 de julio: Esta fecha está relacionada con el famoso Caso Roswell, también ocurrido en 1947, cuando supuestamente una nave extraterrestre se estrelló en Nuevo México. Muchos entusiastas prefieren el 2 de julio como fecha oficial, ya que está vinculada a uno de los casos más emblemáticos de la ufología.

- Cruz Roja Internacional: 
  - Día del Socorrista.
En honor de los pobladores de Solferino, Castiglione y sitios aledaños que ayudaron a Henri Dunant a socorrer a los soldados heridos y moribundos luego de la Batalla de Solferino.

- Naciones Unidas:
  - Día Internacional de las Mujeres en la Diplomacia

Por países
(Por orden alfabético)
- Argentina:
  - Día Nacional del Piloto (automovilismo).[6]
En honor al nacimiento de Juan Manuel Fangio, en Balcarce (Buenos Aires) en el año 1911. El “Chueco” es considerado como uno de los más destacados pilotos profesionales del automovilismo mundial de todos los tiempos, por haber logrado cinco campeonatos mundiales de Fórmula 1 en 1951, 1954, 1955, 1956 y 1957, los subcampeonatos de 1950 y 1953, y ser ganador de las 12 Horas de Sebring en 1956 y 1957.[7]
  - Día del Cantor Nacional.[8]
Se recuerda el fallecimiento del cantante y compositor Carlos Gardel.
  - Día del exalumno salesiano.[9]
  - Día del Decorador de Tortas.[10]

- Canadá:
  - Fiesta Nacional de la provincia de Quebec.
Más conocida como la Saint-Jean, o Saint-Jean-Baptiste.

- Chile:
  - Día Nacional de los Pueblos Indígenas.
  - We Tripantu, Año Nuevo Mapuche.

- Colombia:
  - Día del Tamal en la ciudad de Ibagué.

- Estados Unidos:
  - Día Nacional del Praliné.[11]

- Perú:
  - Cusco: Día de la Ciudad Imperial del Cusco.
  - Inti Raymi.
(Fiesta del Sol, especialmente en Cusco).
  - Día del Campesino.
En toda la Amazonía Peruana, principalmente en las regiones de Loreto (Iquitos), San Martín (Moyobamba) y Ucayali (Pucallpa), y provincia de Chachapoyas, Chachapoyas.

- Portugal:
  - Distrito de Lisboa, Lourinhã: Fiesta Municipal.
  - Distrito de Leiría, Figueiró dos Vinhos: Fiesta Municipal.

- Venezuela:
  - Día de la Batalla de Carabobo.
  - Día del Ejército Nacional de Venezuela.

### Santoral católico
- Natividad de san Juan Bautista, predicador y profeta.
- Santos Juan y Festo de Roma, mártires.
- San Simplicio de Autun, obispo (c. 375).
- Santos Agoardo y Agilberto de Créteil, mártires (s. V/VI).
- San Rumoldo de Malinas, eremita y mártir (775).
- San Teodulfo de Lobbes, obispo y abad (776).
- San Goardo de Nantes, obispo y mártir (843).
- San Teodgaro de Vestervig, presbítero y misionero (c. 1065).
- San José Yuan Zaide, presbítero y mártir (1817).
- Santa María de Guadalupe García Zavala (Anastasia), virgen (1963).

Por continente
(Por orden alfabético)
América:
- Argentina:
  - Fiesta de San Juan ó Noche de San Juan.[12][13]

- Bolivia:
  - Fiesta de San Juan.

- Colombia:
  - Neiva, Huila: San Juan.

- Ecuador:
  - Fiesta de San Juan (ceremonia de entrega de rama de gallos, en honor de san Juan).

- México:
  - Chiapas: san Juan Chamula.
  - Guadalupe, Zacatecas: La Morisma de Guadalupe en honor a san Juan Bautista.
  - Ixtenco, Tlaxcala: Fiesta patronal de San Juan Bautista.

- Perú:
  - Fiesta de San Juan (en todos los pueblos de la Selva del Perú).
  - Distrito La Jalca: fiesta patronal de san Juan Bautista.

- Venezuela:
  - Día de San Juan Bautista, Noche de San Juan Bautista (Patrimonio cultural inmaterial de la Unesco).

Europa:
- España:

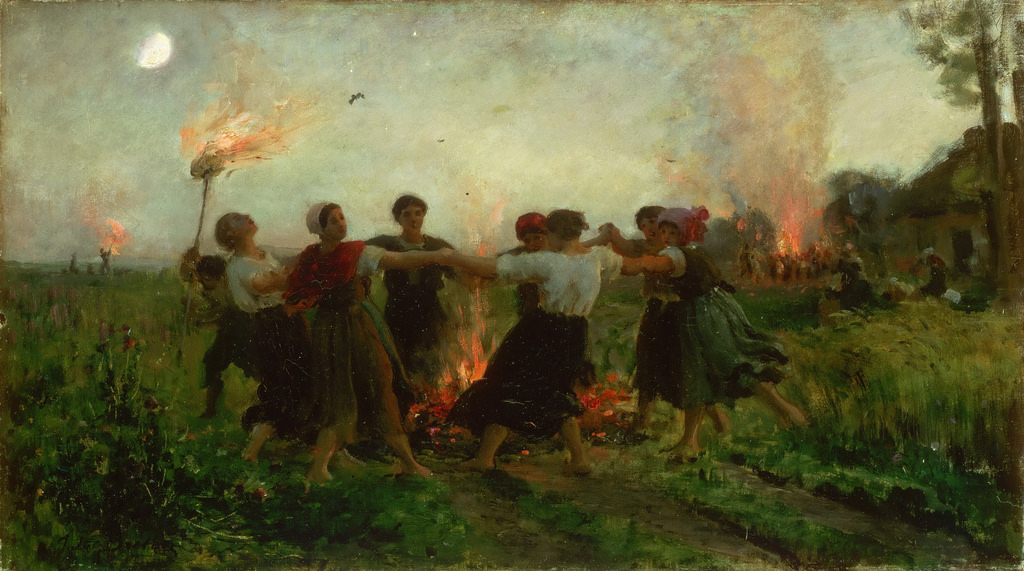
Fiesta de San Juan, obra de Jules Breton.

  - Castilla-La Mancha, Alcázar de San Juan: Moros y Cristianos de Alcázar de San Juan.
  - Castilla y León, Segovia: Fiestas de San Juan y San Pedro.
  - Castilla y León, León: Fiestas de San Juan y San Pedro.
  - Castilla y León, Burgos: Fiestas de San Juan y San Pedro.
  - Castilla y León, Provincia de Salamanca, Hinojosa de Duero: Fiesta Patronal en honor de san Juan Bautista.
  - Castilla y León, Provincia de Valladolid, Medina de Rioseco: Fiesta Patronal: San Juan Bautista.
  - Andalucía, Provincia de Huelva, San Juan del Puerto: Fiesta Patronal en honor de san Juan Bautista. Viene precedida de cinco días de capeas y de la Coronación de la Reina y Damas de las fiestas.
  - Extremadura, Badajoz: Feria y Fiestas de San Juan Bautista.
  - Castilla y León, Soria: Fiestas de San Juan.
  - Castilla y León, Provincia de Palencia, Baños de Cerrato: Fiesta Patronal en honor de san Juan Bautista.
  - Castilla y León, Provincia de Palencia, Santoyo: Fiestas Patronales de San Juan Bautista.
  - Castilla-La Mancha, Palazuelos: Fiestas Patronales de San Juan Bautista.
  - Cataluña: Hogueras de la Noche de San Juan.
  - Comunidad Valenciana, Alicante: Hogueras de Alicante.
  - Extremadura, Coria, Cáceres: Fiestas Tradicionales de San Juan
  - Navarra, Lecumberri: Fiesta en honor de san Juan el Bautista.
  - País Vasco, Guipúzcoa, Olaberría: Fiesta en honor de san Juan el Bautista.
  - País Vasco, Guipúzcoa, Segura: Fiesta en honor de san Juan el Bautista.
  - País Vasco, Guipúzcoa, Éibar: Fiesta en honor de san Juan el Bautista.
  - Canarias, Las Palmas, Las Palmas de Gran Canaria: Fiestas Patronales de San Juan Bautista.
  - Principado de Asturias, Mieres del Camino: Fiesta de San Juan/San Xuan.
  - Comunidad de Madrid, Valdemorillo: Fiesta local en honor de san Juan.
  - Comunidad de Madrid, Venturada: Fiesta local en honor de san Juan.
  - Comunidad de Madrid, Tres Cantos: Fiesta local en honor a san Juan.